# Iban Zubiaurre Urrutia
Iban Zubiaurre Urrutia (nascut el 22 de gener del 1983 a Mendaro) és un exfutbolista professional basc que jugava com a defensa central.
La seva carrera va estar profundament marcada per l'anomenat «Cas Zubiaurre», un conflicte que es va generar després d'un traspàs mal executat entre la Reial Societat d l'Athletic Club, que va arribar als tribunals i es va saldar amb una sentència en contra de l'equip bilbaí, que va ser condemnat a indemnitzar la Real amb 5 milions d'euros. El cost de la sanció va ser pagat a parts iguals entre club i jugador.
Es va retirar el 2013 després d'haver disputat només 73 partits des de la seva polèmica marxa de la Reial Societat el 2005.

## Trajectòria
Jugà des de jove en les categories inferiors de la Reial Societat. La temporada 2004-05 passa a formar part de la primera plantilla. Amb aquest equip debuta en la Primera divisió el 28 de novembre de 2004 en el partit Deportivo 2-2 Reial Societat.
Al llarg de la temporada 2004-05 jugà 14 partits amb la Reial Societat en primera divisió, assentant-se com lateral titular en la recta final de la temporada. De cara a la temporada 2005-06 semblava que Zubiaurre podia ser un dels laterals titulars de l'equip, però el 30 juny de 2005 esclatà el denominat cas Zubiaurre.

### El cas Zubiaurre
El jugador finalitzava el seu contracte amb la Reial Societat el 30 de juny de 2005. Club i jugador no van arribar a un acord per a prorrogar el contracte de mutu acord; però el contracte en vigor tenia una clàusula d'ampliació de contracte que permetia al club prorrogar unilateralment la vinculació del jugador per una temporada més. Després de fracassar les negociacions, Zubiaurre (segons les seues pròpies declaracions) hauria rebut suposadament la promesa de Roberto Olabe, director esportiu de la Real, que el club no s'oposaria a la seua marxa; i llavors va negociar el seu fitxatge amb l'Athletic Club, club amb el qual la Reial Societat manté major rivalitat. Tot açò es va desenvolupar pocs dies abans que la directiva i direcció tècnica de la Real (inclòs Olabe) abandonaren el club substituïts per una nova directiva, que havia de ser elegida el 30 de juny, mateix dia que finalitzava el contracte de Zubiaurre.
El dia 30 de juny, hores abans de les eleccions a la presidència de la Reial Societat en les quals eixiria triat Miguel Fuentes Azpiroz, saltava la notícia que l'Athletic Club volia presentar l'endemà a Zubiaurre com nou fitxatge. La primera mesura de la nova directiva realista va ser la de prorrogar el contracte de Zubiaurre per un any més.
L'endemà Zubiaurre era presentat oficialment com a un dels fitxatges de l'Athletic Club. Jugador i clubs es trobaren a partir de llavors en un procés judicial per a solucionar el problema; els jutjats desestimaren en primera instància la demanda d'acomiadament presentada per Iban Zubiaurre contra el seu Club. La Reial Societat es remetia a la clàusula de rescissió de 30 milions d'€, mentre l'Athletic Club condicionava la incorporació definitiva de Zubiaurre que aquest arribara sense cost de traspàs. La Cultural de Durango, de Segona divisió B, demanà a la Reial Societat que Iban jugara amb ells fins que se solucionara el conflicte, petició que va ser denegada per l'equip txuriurdin fins que s'arribara a un acord entre les 3 parts: Reial Societat, Athletic Club i Iban Zubiaurre. Això feu que Zubiaurre romanguera sense jugar tota la temporada 2005-06, fins que el judici es resolguera en els tribunals.
Després de diversos judicis, el Tribunal Superior de Justícia del País basc dictaminà en el mes d'octubre de 2006 que el jugador havia de pagar 5 milions com a clàusula de rescissió a la Reial Societat, declarant l'Athletic Club com a responsable subsidiari. Encara que els 5 milions queden molt lluny dels 30 que demanava el club donostiarra, han convertit a Zubiaurre en un dels fitxatges més cars de la història de l'Athletic. Poc abans d'eixir la sentència va dimitir Fernando Lamikiz, president de l'Athletic Club, per la seua responsabilitat en el cas Zubiaurre.
Tant el jugador com l'Athletic Club van presentar un aval amb aqueixa quantitat i la LFP va permetre la inscripció del jugador. Finalment el jugador va ser presentat com a jugador de l'Athletic Club el 16 de novembre de 2006 a San Mamés. Malgrat que formava part des de llavors de la primera plantilla de l'Athletic i de poder tornar a jugar al futbol, durant les temporades 2006-07 i 2007-08 la presència de Zubiaurre en l'equip bilbaí ha estat molt puntual. De fet en eixes 2 temporades solament ha arribat a jugar 2 partits de Lliga.
El cas Zubiaurre seguí dirimint-se en els tribunals, fins que el 5 de juny de 2008 el Tribunal Suprem confirmà la sentència i la quantia de 5 milions d'euros, desestimant les al·legacions que les tres part havien realitzat a la sentència anterior.

Es considera que el Cas Zubiaurre ha assentat jurisprudència, ja que si bé no declara il·legals les clàusules de rescissió dels contractes futbolístics, posa en dubte la seua quantia, donant potestat als tribunals a reduir de quantia aquelles clàusules que considere desproporcionades o abusives respecte a les condicions contractuals del jugador. Es considera que pot arribar a ser un perill per als clubs que realitzen polítiques de planter, com paradoxalment fa el mateix Athletic Club.

### Carrera posterior
D'altra banda, l'any i mig d'aturada obligada, que patí Zubiaurre va danyar seriosament la seua carrera. El seu futur, que semblava prometedor el 2005, va quedar molt enfosquit, després de 3 anys en els quals no va disputar molts dels partits oficials. No comptava per Joaquín Caparrós de cara a la temporada 2008-09 i per això va estar cedit a l'històric Elx CF.
Després de passar la temporada 2008-09 cedit a l'Elx CF, va tornar la 2009-10 a l'Athletic Club, jugant un únic partit en tota la temporada. Aquest partit va suposar el seu debut a la Lliga Europa, davant el Àustria de Viena, i el seu primer partit com a local a San Mamés. La temporada següent va ser cedit a l'Albacete Balompié, amb el qual amb prou feines va jugar 10 partits. De cara a la temporada 2011-12 va ser un dels descarts de l'entrenador Marcelo Bielsa, i per això no va ser convocat per a cap partit. A la 2012-13 va ser cedit a la UD Salamanca, de la Segona Divisió B, que va desaparèixer per problemes econòmics el juny de 2013. L'estiu de 2013, va rescindir el seu contracte amb l'Athletic Club i va fitxar pel Racing de Santander, de la Segona Divisió B. Després d'un mes en aquest club, no va aconseguir fer-se un forat a l'equip, i per això el Racing va decidir rescindir el seu contracte i el jugador va quedar lliure de nou. D'altra banda, el jugador també arrossegava una pubàlgia, per la qual cosa, davant aquesta situació, va decidir consumar la seva retirada de forma definitiva, amb 30 anys.
El 2015, el Tribunal Suprem va condemnar el seu antic agent a indemnitzar-lo amb 2'8 milions d'euros per negligència en el traspàs realitzat el 2005.